# Arza
Arza es un núcleo de población español del municipio de Valle de Mena, perteneciente a la provincia de Burgos, en la comunidad autónoma de Castilla y León.

## Historia
Hacia mediados del siglo XIX, el lugar era ya referido como barrio perteneciente a Ayega, dentro del municipio de Valle de Mena. Aparece descrito en el segundo volumen del Diccionario geográfico-estadístico-histórico de España y sus posesiones de Ultramar de Pascual Madoz con las siguientes palabras:

ARZA: barrio en la prov. de Búrgos, part. jud. de Villarcayo, ayunt. del Valle de Mena: es uno de los que componen el conc. titulado de Ayega (V.).
(Madoz, 1845, p. 610)

En 2023, el núcleo de población de Arza, encuadrado dentro de la entidad singular de población de Ayega, tenía empadronados 13 habitantes.